# Генрі Черні
Генрі Черні (англ. Henry Czerny, нар. 8 лютого 1959) — канадський актор, найбільш відомий за роль Конрада Грейсона в прайм-тайм мильній опері ABC «Помста».

## Кар'єра
Черні знявся в більш ніж сімдесяти фільмах і телесеріалах. Він освоїв акторську професію в Національній театральній школі в Монреалі, а в 1982 році дебютував у театрі. Він зарекомендував себе як досвідчений драматичний актор і наприкінці 1980-х почав виступати в мюзиклах в Торонто.
Зігравши безліч ролей у канадських фільмах, в 1993 році Черні дебютував у голлівудській картині «Пряма і явна загроза» з Харрісоном Фордом. Черні також з'явився в таких фільмах як «Місія нездійсненна», «Крижаний шторм», «Хаос», «Рожева пантера» і т. д. Його найбільшому успіхом стала головна роль у фільмі 1993 року «Хлопчики святого Вінсента», за яку він отримав похвалу від критиків і ряд нагород. Він зіграв роль Ніла Доналда Уолша у фільмі «Бесіди з Богом».
На телебаченні він зіграв роль Томаса Говарда 3-го герцога Норфолка в історичному серіалі «Тюдори» в 2007 році. Крім того він з'явився в таких серіалах як «CSI: Місце злочину», «Та, що говорить з привидами» і «Звалилися небеса». Він також знявся з Сігурні Вівер у фільмі «Молитви за Боббі» в 2009 році.
З 2011 по 2014 рік Черні грав роль Конрада Грейсона, чоловіка персонажа Медлін Стоу — Вікторії Грейсон в американському телесеріалі каналу ABC «Помста». Він покинув шоу після трьох сезонів.

## Особисте життя
Черні має польські корені . Він народився в Торонто, Онтаріо. Його мати була пекаркою, а батько зварювальником.